# Parasmittina circinanata
Parasmittina circinanata är en mossdjursart som beskrevs av Liu 200. Parasmittina circinanata ingår i släktet Parasmittina och familjen Smittinidae. Inga underarter finns listade i Catalogue of Life.